# Champ de gaz de Youzivska

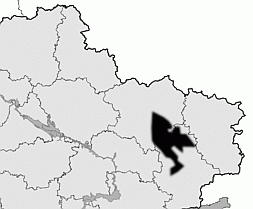
Carte du champ gazier.

Le champ de gaz de Youzivska est un champ de gaz naturel situé à Youzivska, ville de l'Oblast de Donetsk, en Ukraine et découvert en 2010. Il appartient au champ gazier sud de l'Ukraine-mer Noire-Crimée.
Sa production devrait commencer en 2017 pour produire du gaz naturel et condensé. Les réserves totales prouvées dans ce champ de gaz sont de l'ordre de 70,8 trillions de pieds cubes (2 000 × 109 m3) et la production est estimée pouvoir atteindre les alentours de 960 millions de pieds cubes par jour (27,4 × 106 m3). Le total de l'investissement de l'exploration est estimé entre 250 et 300 millions de dollars des États-Unis.
Il est exploité par la compagnie néerlandaise Shell.